# L'Instinct de Résistance
Pour plus de détails, voir Fiche technique et Distribution.
L'Instinct de Résistance est un film français réalisé par Jorge Amat et sorti en 2014.

## Synopsis
Quatre anciens résistants et déportés, dont trois dans des camps de concentration nazis, racontent leur lutte et leur reconstruction après la fin de la Seconde Guerre mondiale.

## Fiche technique
- Titre : L'Instinct de Résistance
- Réalisation : Jorge Amat[1]
- Musique : Jean-Louis Valero
- Production : Album Productions
- Pays d'origine :  France
- Genre : documentaire
- Durée : 87 minutes
- Date de sortie : France - 5 mars 2014[2]

## Distribution
- Féodor Atkine : voix
- Pierre Daix
- Armand Gatti
- Stéphane Hessel
- Serge Silberman